# Cristina Sparagana
Cristina Sparagana (Roma, 1º novembre 1957) è una poetessa e traduttrice italiana.

## Biografia
Dopo essersi laureata in lettere all'Università di Losanna, dal 1990 al 2000 ha lavorato per l'Istituto italiano di Cultura di Santiago, in Cile. Ha inoltre insegnato lingua e letteratura italiana all'Università cattolica di Valparaíso.
Ha fondato e diretto la rivista dell'Istituto Appunti Italo-cileni. Alcuni suoi lavori sono apparsi, tradotti in lingua spagnola, su riviste letterarie latinoamericane come Pluma y Pincel e Caballo de Fuego.
Ispanista, ha tradotto e introdotto al pubblico italiano diversi poeti, da Gabriela Mistral ad Alfonsina Storni, da Eunice Odio a Teresa Willms-Month.
Ha collaborato per diversi anni, tra l'altro, con la rivista milanese Poesia.
Esordisce in poesia nel 2001 vincendo il Premio internazionale Eugenio Montale per l'inedito. Da allora, ha pubblicato altre sette raccolte presso vari editori. Continua la sua attività con saggi sulla letteratura latinoamericana e traduzioni da Neruda, Garcia Marquez, Huidoboro.
Una sua poesia inedita intitolata “Transumanza” è stata pubblicata sul volume “Popoli e terre della lana. Tradizioni sulle vie delle transumanze tra Iran e Italia”, Roma 2016.
Hanno scritto di lei, tra gli altri, Maria Luisa Spaziani, Plinio Perilli, Gabriela Fantato, Riccardo Bertolotti.
| Controllo di autorità | VIAF (EN) 172703068 · ISNI (EN) 0000 0001 2304 2076 · SBN CFIV114459 · LCCN (EN) n2011049251 |